# Kościół Chrystusa Zbawiciela w Gdańsku-Osowej
Kościół Chrystusa Zbawiciela w Gdańsku - Osowej – rzymskokatolicki kościół znajdujący się w Gdańsku w dzielnicy Osowa. Jest siedzibą dekanatu Gdańsk-Oliwa, oraz  wchodzącej w skład parafii.

## Historia
- 1 września 1980 - erygowano parafię.
- 14 września 1980 - odprawiono pierwszą Mszę na terenie przyszłego kościoła.
- wrzesień - grudzień 1980 - wybudowanie kaplicy.
- wiosna 1983 - rozpoczęcie wykopywania fundamentów. Świątynię zaprojektował Szczepan Baum.
- 14 września 1983 - bp Marian Przykucki poświęcił kamień węgielny, wmurowany w fundamenty kościelnej wieży.
- 31 maja 1989 - w nieukończonym jeszcze kościele odprawiono Mszę.
- 15 czerwca 1992 - abp Tadeusz Gocłowski konsekrował kościół[2]. Poświęcił ołtarz, trzy dzwony Stefan, Franciszek i Maryja[3].

## Galeria

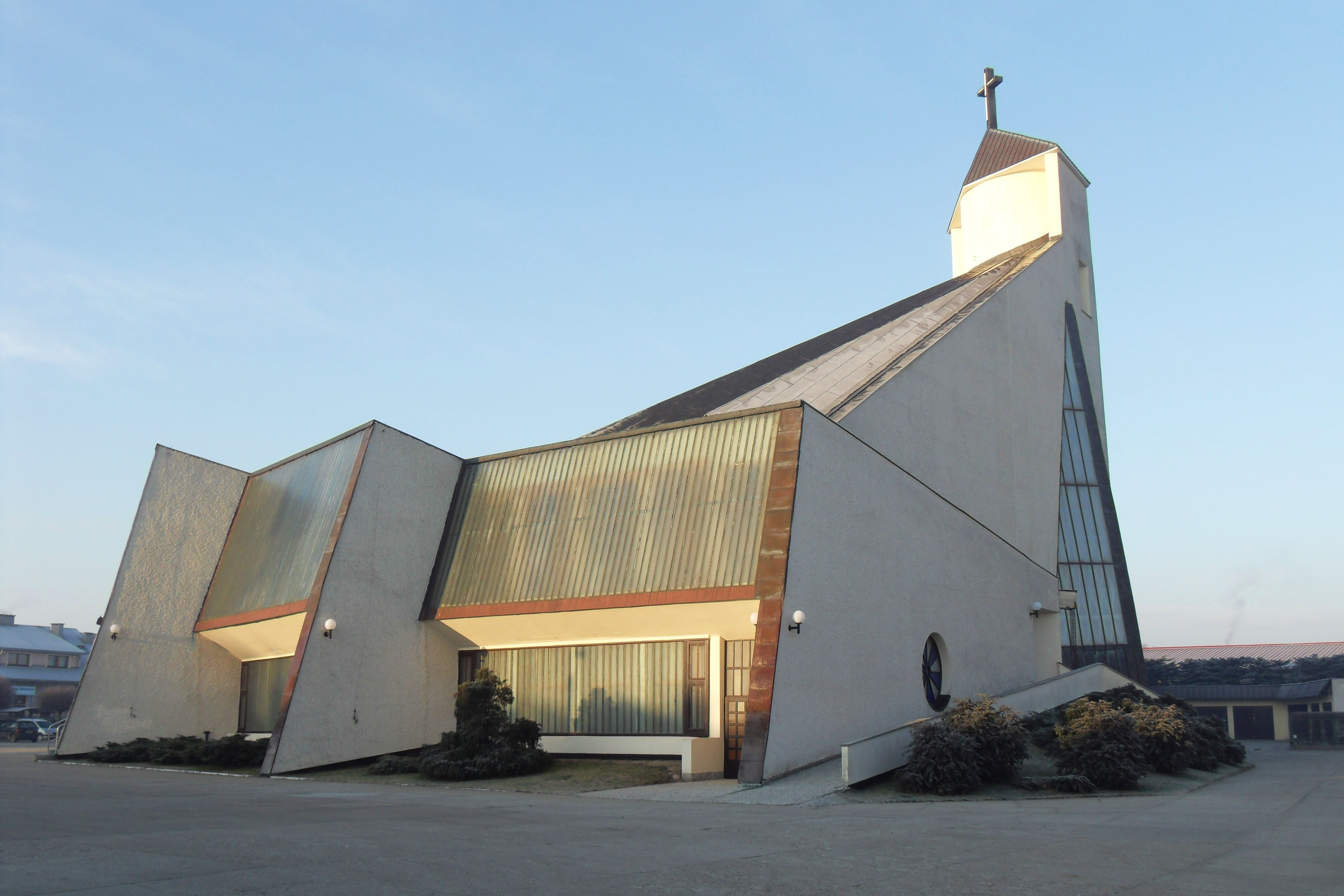
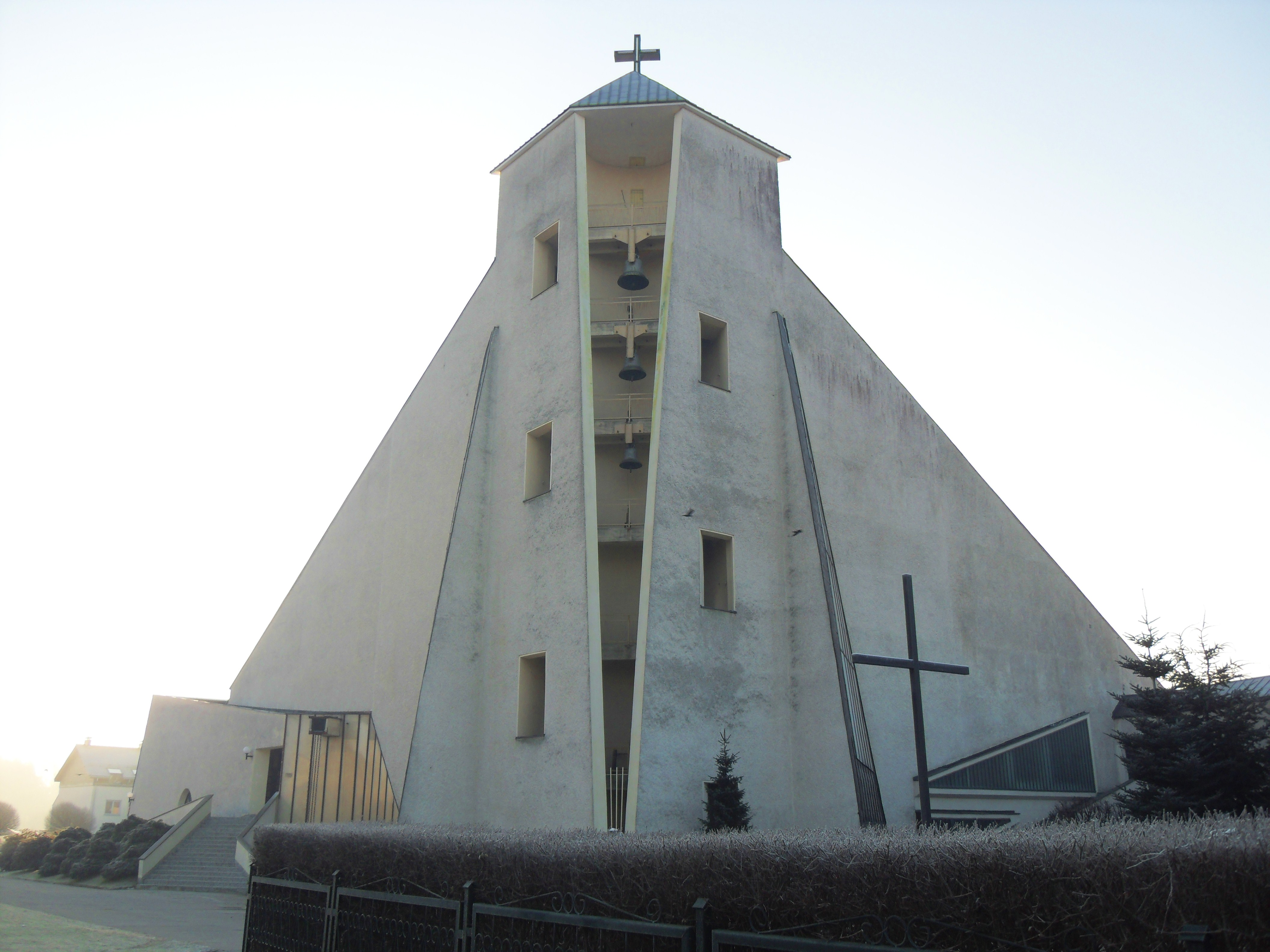
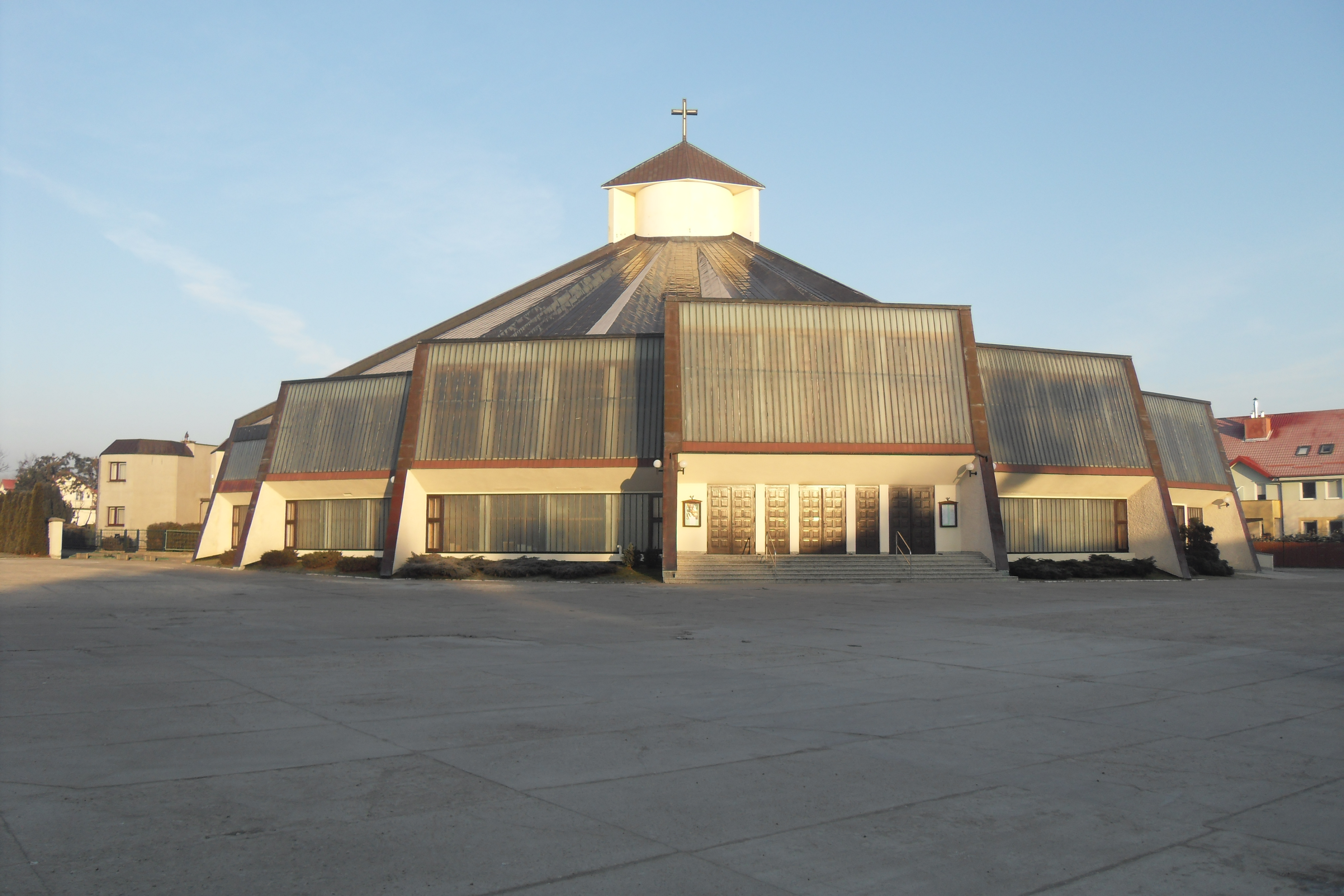